# 竹內義憲
竹內義憲（日语：／ Takeuchi Yoshinori，1992年10月8日—），日本男子羽毛球運動員，亦為現役日本國家羽毛球隊（A隊）成員。埼玉縣出生，畢業於埼玉栄高校及日本体育大學，曾為優乃克羽毛球部成員，現隸屬於日立情報通信工程株式會社羽毛球隊，球員編號3號。

## 簡歷
2014年12月，竹內義憲與島田大輝出戰美國大獎賽，在男子雙打決賽以0比2（13-21、6-21）不敵頭號種子、波蘭組合亚当·克瓦林纳/普热梅斯瓦夫·瓦查，奪得亞軍。

## 主要比賽成績
只列出曾進入準決賽的國際賽事成績：
| 年份   | 賽事                     | 公開賽級別 | 項目     | 拍檔       | 成績   |
| ------ | ------------------------ | ---------- | -------- | ---------- | ------ |
| 2014年 | 美國羽毛球大獎賽         | 黃金大獎賽 | 男子雙打 | 島田大輝   | 亞軍   |
| 2016年 | 馬來西亞羽毛球國際挑戰賽 | 國際挑戰賽 | 男子雙打 | 島田大輝   | 準決賽 |
| 2017年 | 西班牙羽毛球國際賽       | 國際挑戰賽 | 男子雙打 | 松居圭一郎 | 亞軍   |
| 2018年 | 澳洲羽毛球公開賽         | 超級300賽  | 男子雙打 | 松居圭一郎 | 準決賽 |
| 2019年 | 蒙古國羽毛球國際賽       | 國際挑戰賽 | 男子雙打 | 松居圭一郎 | 準決賽 |
| 2019年 | 加拿大羽毛球公開賽       | 超級100賽  | 男子雙打 | 松居圭一郎 | 準決賽 |
| 2019年 | 俄羅斯羽毛球公開賽       | 超級100賽  | 男子雙打 | 松居圭一郎 | 亞軍   |
| 2019年 | 馬爾代夫羽毛球國際挑戰賽 | 國際挑戰賽 | 男子雙打 | 松居圭一郎 | 冠軍   |
| 2019年 | 杜拜羽毛球國際挑戰賽     | 國際挑戰賽 | 男子雙打 | 松居圭一郎 | 冠軍   |
| 2022年 | 湯姆斯盃                 | 其他       | 男子團體 | －         | 季軍   |

| 2007-2017年 | 首要超級賽 | 超級賽 | 黃金大獎賽 | 大獎賽 | 國際挑戰賽 | 國際系列賽 | 未來系列賽 | 其他 |

| 2018-2026年 | 總決賽 | 超級1000賽 | 超級750賽 | 超級500賽 | 超級300賽 | 超級100賽 | 國際挑戰賽 | 國際系列賽 | 未來系列賽 | 其他 |

### 奧運會和世錦賽參賽紀錄
|          | 搭檔       | 2021 | 2022 |
| -------- | ---------- | ---- | ---- |
| 男子雙打 | 松居圭一郎 | 8強  | 32強 |